# Zygmunt Lisowski

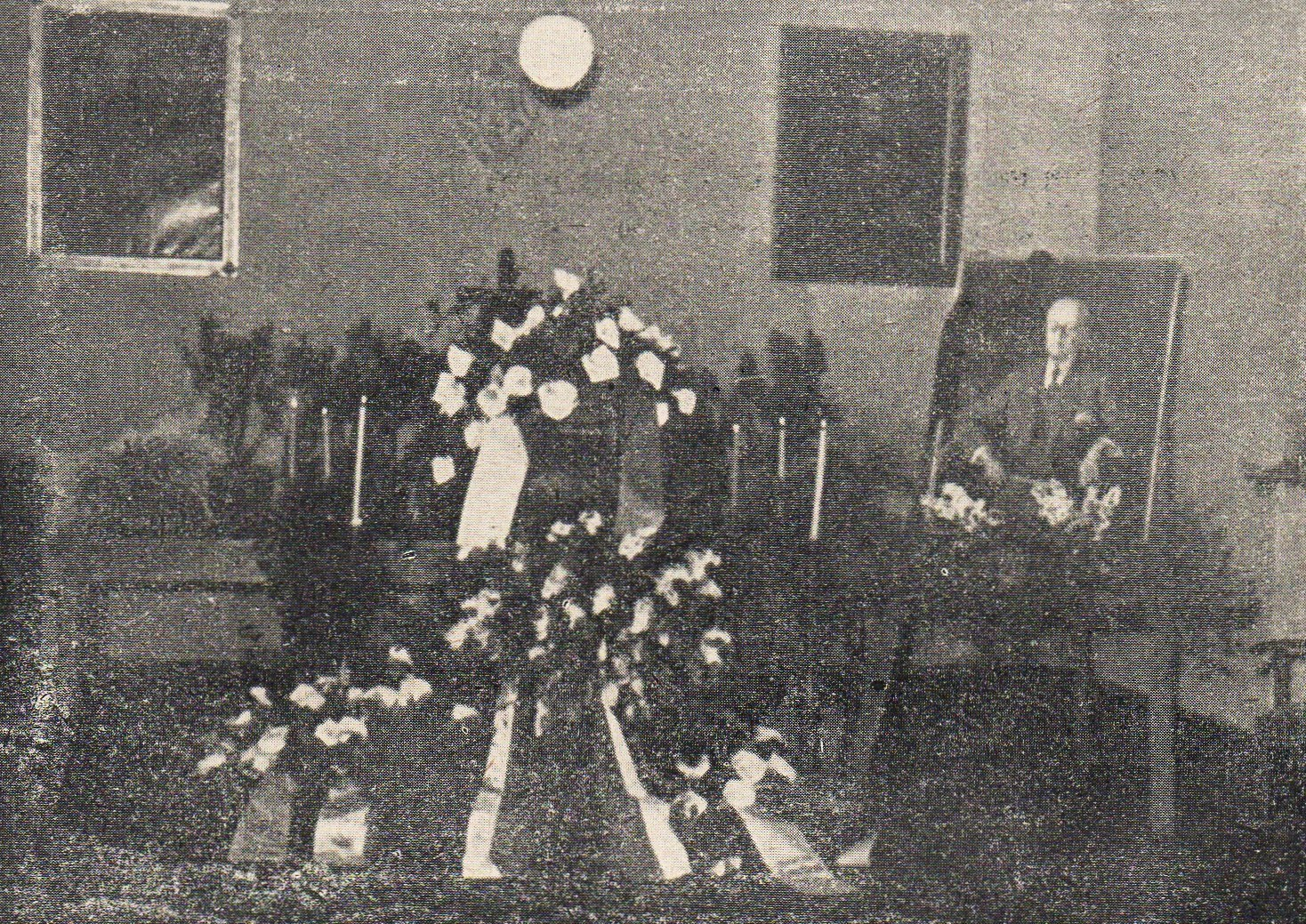
Pogrzeb w Poznaniu w 1955

Zygmunt Lisowski (ur. 13 listopada 1880 w Krakowie, zm. 17 maja 1955 w Poznaniu) – polski naukowiec, prawnik, profesor prawa rzymskiego. W latach 1923–1924 rektor Uniwersytetu Poznańskiego.

## Życiorys
Syn adwokata Władysława i Michaliny z Czeczot-Nowosieleckich.
W 1898 ukończył gimnazjum Nowodworskiego w Krakowie i rozpoczął studia prawnicze i historyczne na Wydziale Prawa Uniwersytetu Jagiellońskiego. W roku 1904 uzyskał tytuł doktora. Naukę w zakresie prawa rzymskiego kontynuował na uniwersytetach w Paryżu (1904) i Lipsku (1906). W czasie I wojny światowej wykładał na Uniwersytecie Jagiellońskim. W lutym 1919 roku jako jeden z pierwszych został powołany na profesora Uniwersytetu Poznańskiego. W dniu 7 maja 1919 był jednym z pierwszych pracowników naukowych tej uczelni. Pełnił funkcję kierownika Katedry Prawa Rzymskiego Uniwersytetu Poznańskiego. W swoich pracach naukowych koncentrował się przede wszystkim na historii prawa rzymskiego oraz współczesnego polskiego prawa cywilnego. 1 stycznia 1921 roku został mianowany profesorem zwyczajnym i na tym stanowisku pozostał (z przerwą na okres II wojny światowej) aż do przejścia w stan spoczynku tj. do dnia 28 lutego 1951 roku.
Po śmierci Heliodora Święcickiego, przez jedną kadencję, w roku akademickim 1923–1924, sprawował funkcję rektora Uniwersytetu Poznańskiego. W czasie swojej kadencji stworzył zręby administracyjne uczelni i powołał komisje senackie. Od 1927 był sekretarzem generalnym, a od 1945 roku prezesem Poznańskiego Towarzystwa Przyjaciół Nauk w Poznaniu. Od 20 marca 1935 pełnił, powierzoną mu przez Senat Uniwersytetu, funkcję kuratora Akademickiej Korporacji „Viritia”.
W czasie drugiej wojny światowej mieszkał w Krakowie, gdzie brał udział w tajnym nauczaniu młodzieży polskiej. Po wojnie wrócił do Poznania, gdzie na Uniwersytecie Poznańskim wykładał prawo rzymskie. W latach 1948–1949 był współzałożycielem i współredaktorem, a następnie członkiem Komitetu Redakcyjnego (1951–1952) i Rady Redakcyjnej (1953–1955) „Czasopisma Prawno-Historycznego”.
Zmarł 17 maja 1955 roku w Poznaniu. Pochowany został na Cmentarzu parafialnym św. Jana Vianneya w Poznaniu(kwatera Barbary-22-9).

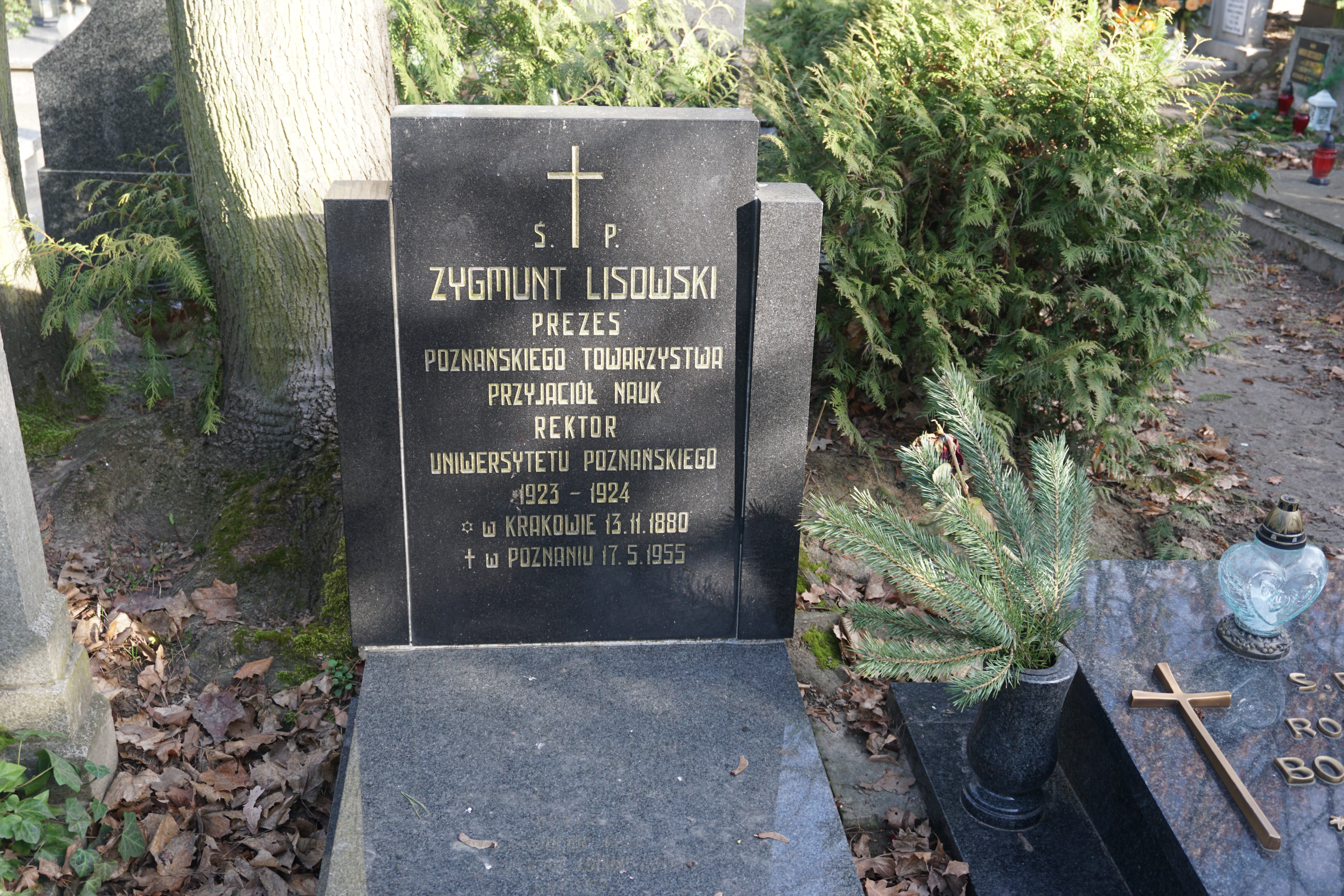
grób prof. Zygmunta Lisowskiego na Cmentarzu parafialnym św. Jana Vianneya w Poznaniu

Rodziny nie założył.

## Ordery i odznaczenia
- Krzyż Komandorski Orderu Odrodzenia Polski (11 listopada 1936)[10]

## Publikacje
- Studia nad sposobami nabycia własności w rzymskim Egipcie, 1913
- O prawie rzymskim w korekturze pruskiej uwagi krytyczne, 1954
- Prawo spadkowe, 1920
- Kodeks cywilny obowiązujący na ziemiach zachodnich Rzeczypospolitej, 1933